# Sadie Sparksová
Sadie Sparksová (v anglickém originále Sadie Sparks) je animovaný televizní irsko-francouzský seriál, který měl premiéru na Disney Channel ve Velké Británii a v Irsku 20. dubna 2019 na Disney Channel. Seriál vytvořil Bronagh O'Hanlon a jedná se o koprodukci mezi Brown Bag Films v Irsku a Cyber Group Studios ve Francii.

## Děj
Seriál vypráví o čtrnáctileté dívce Sadie, která zjistí, že má magické schopnosti, a stává se kouzelnickou učednicí. Vedena je velmi starým a nevrlým králíkem Gilbertem, který je poslán do lidského světa z kouzelné říše, aby trénoval Sadii a využil její magické dovednosti.

## Obsazení

### Hlavní postavy
| Georgia Lock        | Sadie Sparksová (český dabing: Klára Nováková) |
| Rufus Hound         | Gilbert (český dabing: Dušan Kollár)           |
| Joshua LaClair      | Teepee (český dabing: Jindřích Žampa)          |
| Dominique Moore     | Lulu (český dabing: Anežka Saicová)            |
| Sammy Moore         | Sam (český dabing: Matěj Převrátil)            |
| Tyger Drew-Honey    | Blaine (český dabing: David Štěpán)            |
| Craig Revel-Horwood | Cornelius                                      |

### Vedlejší postavy
| Morwenna Banks | Ředitelka Covertová (český dabing: Zuzana Slavíková) |
| Joshua LaClair | Max                                                  |

## Vysílání
| Řada | Díly | Premiéra ve VB (Irsko) | Premiéra ve VB (Irsko) | Premiéra v ČR | Premiéra v ČR |
| Řada | Díly | První díl              | Poslední díl           | První díl     | Poslední díl  |
| ---- | ---- | ---------------------- | ---------------------- | ------------- | ------------- |
| 1    | 26   | 20. dubna 2019         | 4. prosince 2019       | 1. srpna 2020 | 12. září 2020 |

## Produkce
Sadie Sparksová je koprodukcí Brown Bag Films v Irském Dublinu a Cyber Group Studios v Paříži ve Francii. Série kombinuje dva styly animace: lidský svět je ve 3D, zatímco kouzelná říše kterou navštěvují Gilbert a Sadie je ve 2D. Seriál je zaměřen na děti ve věku od 6 do 11 let.